# Jarra de águila imperial

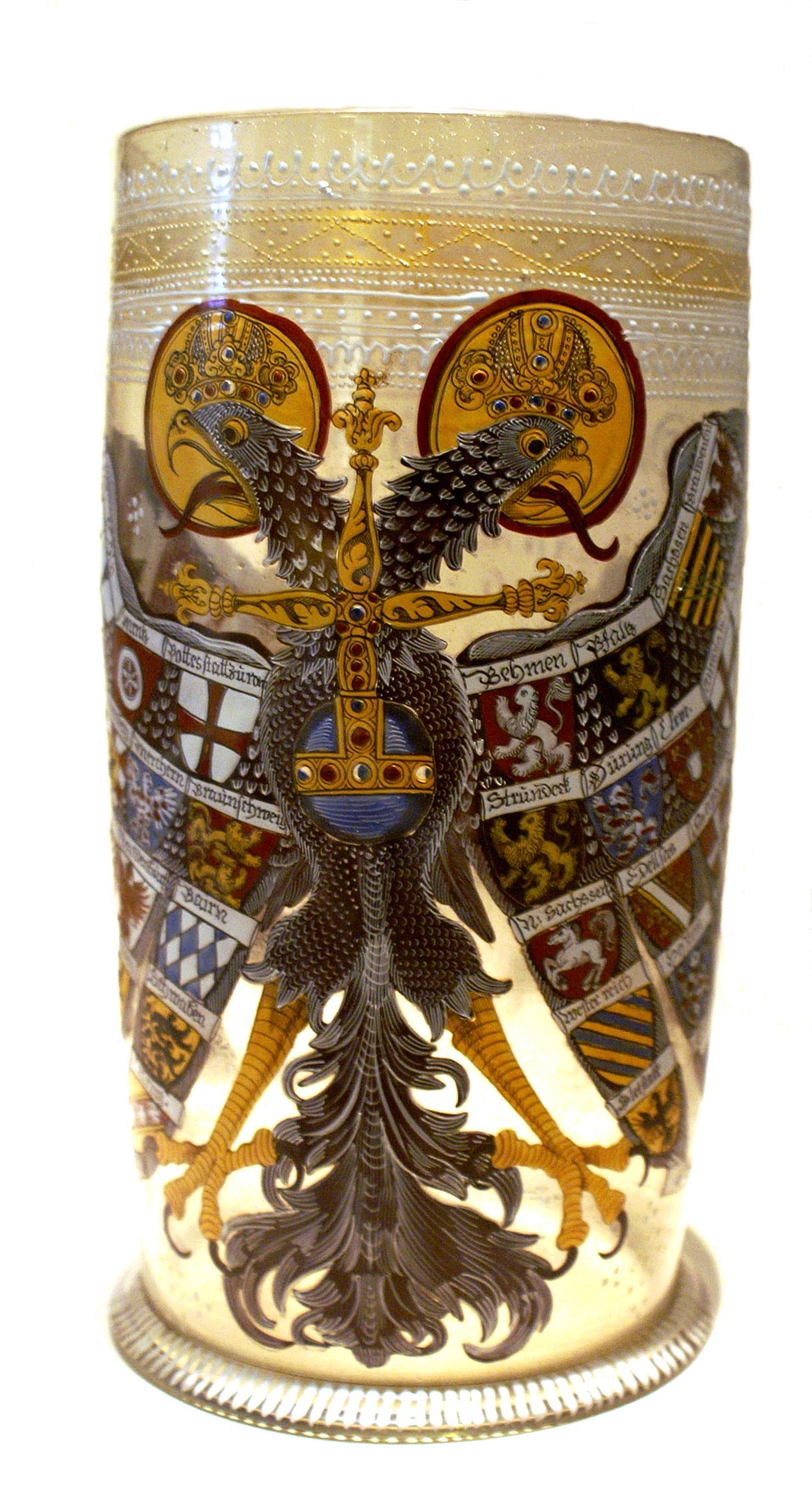
Jarra de águila imperial con águila cuaternaria, ejemplar del Museo Histórico Alemán de Berlín de 1615

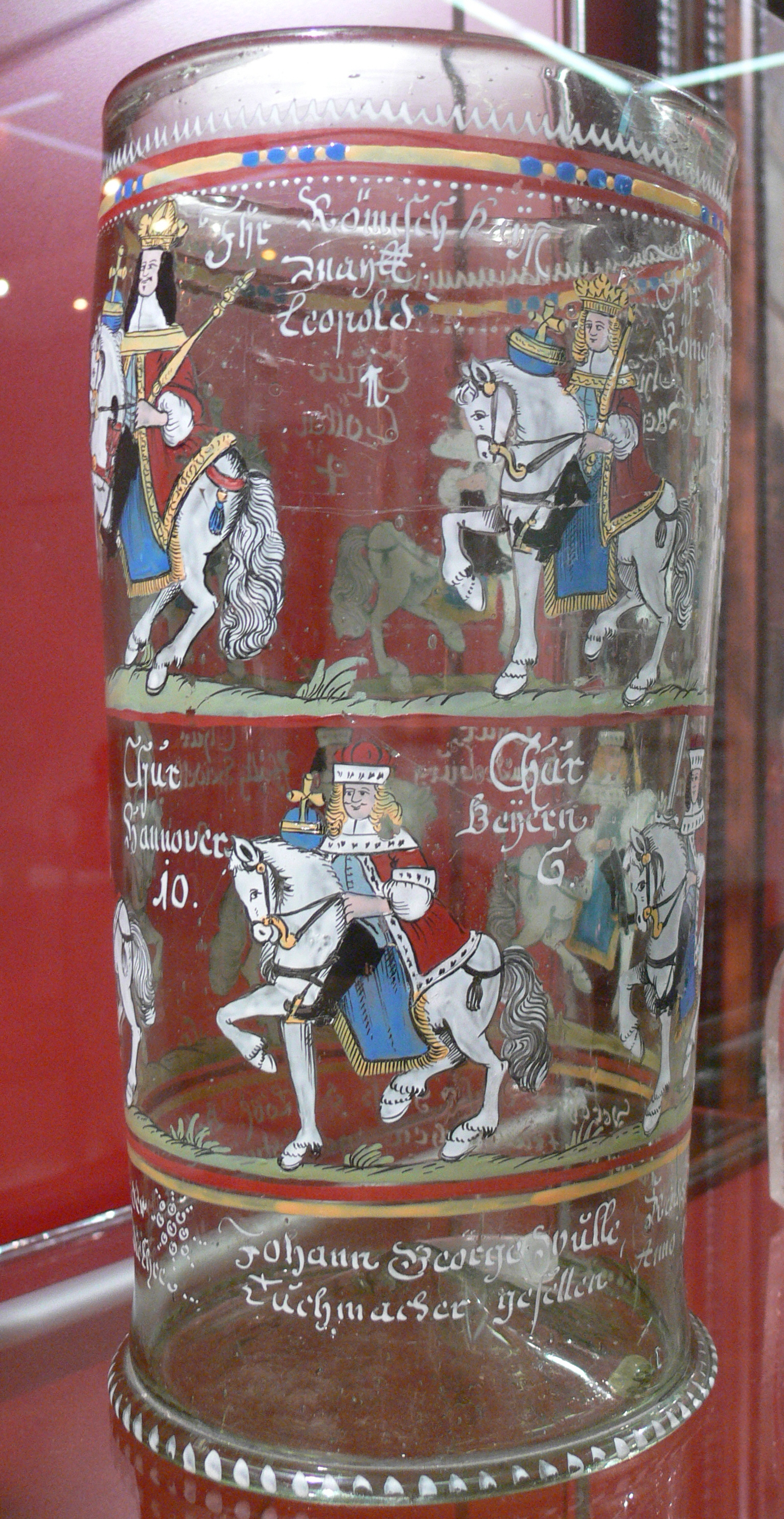
Jarra electoral, ejemplar del Museo Reiss-Engelhorn de Mannheim, 1694

Una jarra de águila imperial o vaso de águila fue una jarra, recipiente de vidrio popular en el Sacro Imperio Romano Germánico desde el siglo XVI hasta finales del XVIII. Presentaba como decoración un águila imperial bicéfala, generalmente en forma de águila cuaternioniana. Estas jarras se convirtieron en el soporte fundamental para la presentación del modelo explicativo más popular de la estructura del imperio: la teoría de los cuaterniones, propuesta por Hans Burgkmair.
Las Jarras Águila Imperial demostraban los vínculos de su propietario con el Imperio y eran muy populares por su efecto decorativo y vibrantes colores. Estos vasos también eran apreciados por su gran capacidad. Las Jarras Elector gozaban de una popularidad similar. En estas, las representaciones del Emperador y los Electores, sus miembros más importantes, representaban al Imperio.
Se han conservado grandes cantidades de jarras de águila imperial y se exhiben en museos de todo el mundo. Las piezas bien conservadas alcanzan varios miles de euros en subastas.

## Jarra
Las jarras de águila imperial solían tener una capacidad de tres a cuatro litros y estaban hechas de vidrio blanco o de diversos colores. Las jarras de águila imperial, cilíndricas o de forma cilíndrica, tenían una altura de entre 20 y 32 cm. cm y un diámetro de 10 a 15 cm. Estas jarras se fabricaban ocasionalmente con tapa y base de estaño o latón. La decoración se pintaba sobre el vidrio mediante la técnica del esmaltado. Esta técnica llegó a Alemania desde Venecia vía Tirol. Se mezclaba vidrio en polvo con la pintura. Tras pintar la superficie, los vasos se volvían a calentar para que la pintura se fundiera. Esta técnica garantizaba la durabilidad de la pintura y la intensidad de los colores.
Inicialmente, el águila se representaba con una cruz o una imagen de Jesús crucificado sobre el pecho. La cruz simbolizaba la fundación cristiana del imperio, con el águila imperial protegiendo a la Iglesia. Desde principios del siglo XVII, el Cristo crucificado fue generalmente sustituido por la representación del orbe imperial. Ocasionalmente, también se representaba un retrato del emperador Leopoldo I.  Un total de 56 escudos de armas de los Estados Imperiales se representaban en las alas en forma de cuaterniones, representaciones simbólicas de la Constitución Imperial. Los escudos electorales y el escudo papal se encuentran en la primera fila, cerca de las cabezas de las águilas. Debajo, se representan doce franjas de cuatro escudos de armas. Las representaciones del Águila Imperial junto con el Emperador y los Electores datan de la época de Leopoldo I, a finales del siglo XVII. El águila bicéfala, que simboliza al Imperio en su conjunto, está coronada y rodeada por un halo como signo de la santidad del Imperio.

La parte posterior de la jarra suele contener dedicatorias, una explicación de la imagen, el año de fabricación y el nombre del vidriero. Por ejemplo, un ejemplar de 1669, actualmente conservado en el Museo del Distrito de Grimma, dice:
El Sacro Imperio Romano Germánico; con todos sus miembros, en el año 1669, Hans George Sommer.
Los brindis y bendiciones encontrados desde el final de la Guerra de los Treinta Años indican que las Jarras de Águila Imperial se ofrecían como regalo de bienvenida y se utilizaban en las reuniones de gremios, como lo demuestra su gran capacidad.

## Historia y significado

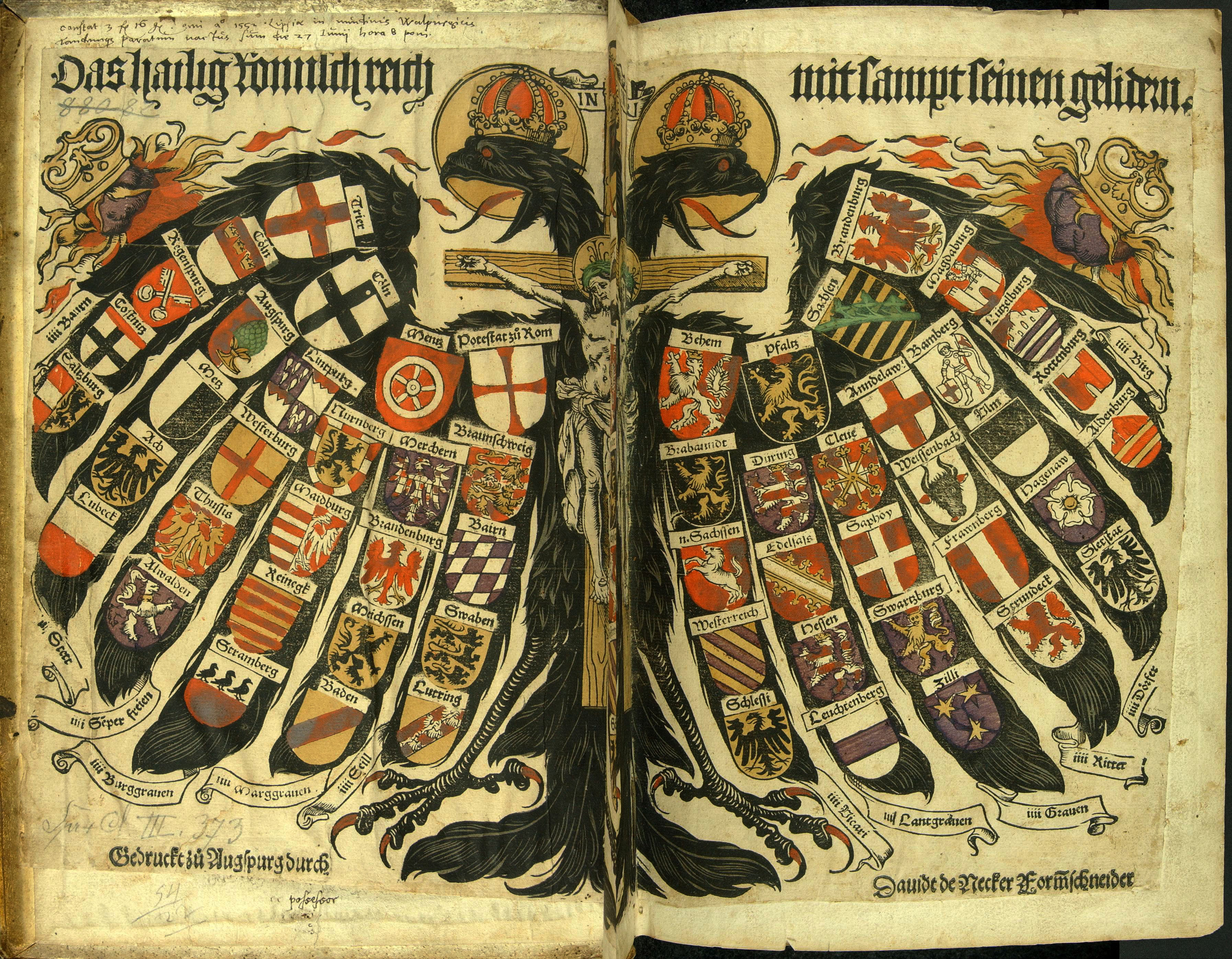
Águila cuaternaria coloreada de 1510, obra de David de Negker, basada en la representación de Burgkmair. Estas representaciones, o similares, fueron los modelos más comunes del Águila Imperial en las jarras de cerveza.

En los siglos XVI y XVII, las representaciones del emperador, los electores y el águila imperial eran muy populares. Las xilografías y los grabados en cobre de renombrados artistas contemporáneos solían servir de modelo para la decoración de objetos cotidianos. Además de las jarras con águila imperial, las vasijas de gres, los platos de peltre y las baldosas de horno presentaban estos motivos.
El ejemplo más antiguo se considera una jarra de 1571, que ahora se exhibe en elMuseo Británico de Londres. Una de las cinco jarras más antiguas, que data de 1572, se encuentra en el Museo Estatal de Württemberg en Stuttgart.  Hasta mediados del siglo XVIII, las jarras de águila imperial se produjeron casi sin cambios. Luego, la producción parece haber cesado. Estas jarras se produjeron principalmente en Bohemia, Sajonia, Turingia, Hesse y los montes Fichtel. La importancia de las jarras de águila imperial para la artesanía del vidrio en estas regiones se puede adivinar por el hecho de que en 1669 el gremio de vidrieros de la ciudad bohemia de Kreibitz exigió que se hiciera una obra maestra con una jarra de águila imperial en un día y medio.
Las águilas imperiales dieron forma decorativa al ideal de la unidad duradera del Sacro Imperio Romano Germánico y demostraron el apego emocional de amplios círculos al Imperio. El águila imperial solía representarse en forma de un águila cuaternioniana, vinculando la teoría de los cuaterniones con uno de los símbolos más importantes del Imperio. Dado que la estructura y organización del Imperio requerían explicación incluso para los contemporáneos, los cuaterniones fueron un modelo destinado a ilustrar la estructura del Imperio. Se originó en el siglo XIV y se mantuvo popular hasta el final del Imperio. Formaba grupos ficticios de cuatro de los Estados Imperiales, los cuaterniones, cuyos miembros compartían una característica común. Por ejemplo, estaba el grupo de electores seculares, los margraves, etc. Sin embargo, esto a menudo condujo a combinaciones engañosas e imprecisas para lograr el número cuatro, lo que de ninguna manera restó valor al modelo.
La cultura de la bebida moderna temprana, en la que las reuniones sociales eran muy importantes, llevó a asociar la jarra con el águila imperial para expresar la conexión de su propietario con el imperio. Esta conexión con el imperio y sus miembros era particularmente pronunciada entre el ciudadano común y las pequeñas haciendas imperiales, razón por la cual las jarras con águila imperial se encontraban principalmente en círculos de la baja nobleza y la burguesía, como los patricios y los gremios urbanos. La mayoría de los propietarios documentados eran artesanos y corporaciones artesanales. Solo se encuentran unos pocos ejemplares en posesión principesca.
El término «Imperio Romano» se convirtió en sinónimo de la jarra Águila Imperial. Para disipar la melancolía, se lee en la obra «Disputatio inauguralis theoretico-practica jus potandi…» de Richard Brathwaite (1588-1673), publicada en 1616 bajo el seudónimo «Blasius Multibibus» (en latín, «bebida múltiple»), que apareció en una traducción al alemán con el título «Ius Potandi oder Zechrecht» (Ius Potandi o Zechrecht), sin el nombre del autor, ese mismo año:
Hay que llamar a gente alegre y a buenos amigos, limpiar el polvo del Imperio Romano y de otros sinvergüenzas borrachos, y así organizar y preparar una fiesta alegre de bebida y bebida.
El historiador Sven Lüken sospecha que Johann Wolfgang von Goethe estaba pensando en una taza de Reichsadler cuando hizo cantar a los bebedores del sótano de Auerbach  :
El querido Sacro Imperio Romano Germánico, ¿cómo se mantiene unido?
A finales del siglo XIX, las jarras con águila imperial fueron objeto de frecuentes falsificaciones.